# Temple Run 2
Temple Run 2 é um jogo eletrônico de corrida sem limite publicado pela  Imangi Studios, sendo a sequência de mesmo, programado por Keith Shepherd e Natalia Luckyanova
com a participação especial de Kiril Tchangov. Foi lançado em 17 de janeiro de 2013 na App Store e no mesmo mês o lançamento repetio para a Google Play, dando a continuidade  em 20 de dezembro do mesmo ano para o Windows Phone 8
Em julho de 2014 o jogo havia sido baixado mais de 1 bilhão de vezes

## Jogabilidade
Esta por sua vez contém novos power-ups e com capacidade de salvar os protagonista da morte usando jóias verdes e coletando durante a execução. O ambiente é muito diferente do anterior, podendo executando os personagens rapidamente. Antes do lançamento inicial, haviam apenas quatro personagens disponíveis para a jogada, mas em 2016 o número aumentou para vinte e sete